# Vachellia collinsii
Pour les articles homonymes, voir Collins.
Espèce
Synonymes
- Acacia collinsii Saff. (préféré par BioLib)[2]
- Acacia collinsii Saff.[3]
- Acacia costaricensis Schenck[2]
- Acacia glutea Ram. Goyena[2]
- Acacia nelsonii Saff.[2]
- Acacia panamensis Schenck[2]
- Acacia penonomensis Saff.[2]
- Acacia yucatanensis Schenck[2]
- Myrmecodendron collinsii (Saff.) Britton & Rose[2]
- Myrmecodendron costaricense (Schenck) Britton & Rose[2]
- Tauroceras spadicigerum (Schltdl. & Cham.) Britton & Rose[2] [1]
- Vachellia collinsii (Saff.) Seigler & Ebinger[2]

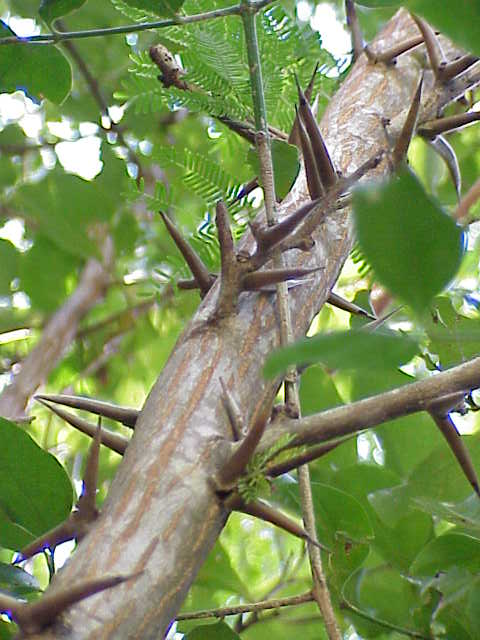
Épines de Vachellia collinsii.

Vachellia collinsii, communément appelé Acacia de Collins[réf. nécessaire], est une espèce de plantes à fleurs de la famille des Fabaceae et de la sous-famille des mimosidées. C'est un arbuste épineux qui se rencontre dans les plaines sèches et les savanes d'Amérique du Nord tropicale et d'Amérique centrale (du Mexique au Panama). C'est une espèce pionnière qui peut atteindre 8 m de haut.
Myrmécophile, il vit en symbiose avec des fourmis du genre Crematogaster.